# 김흥경 (조선)
김흥경(金興慶, 1677년 ~ 1750년)은 조선의 문신이다. 자는 자유(子有)·숙기(叔起), 호는 급류정(急流亭), 시호는 정헌(靖獻)이다. 아버지는 김두성(金斗星)이다. 본관은 경주이다. 1728년(영조 5) 이인좌의 난 진압 직후 분무원종공신 1등(奮武原從功臣一等)에 책록되었다.
추사 김정희의 고조부이고, 조선 영조 계비 정순왕후의 친정아버지인 오흥부원군 김한구에게는 7촌 아저씨뻘이 된다.

## 생애
1699년 정시 문과에 병과로 급제하여 설서로 임명되고 10년 동안 사서·정언·부수찬·수찬·부교리·사간·집의·응교 등 삼사의 청요직을 지냈다. 이후 승정원 승지, 사간원 대사간 등을 지냈다.
1712년 대사간을 역임하고 도승지 ·충청도 관찰사 ·대사간 · 경기도 관찰사 · 사헌부 대사헌 · 이조 참판 등을 지냈다. 경종 때 한성부 우윤을 지냈다. 1721년에는 대사성으로 후진 양성에 노력하였다. 신임사화 때 신병 혹은 친병이 있다고 하여 벼슬을 사양하고 물러났다. 그 뒤 예조 참판 · 도승지를 지내고 한성부 우윤에 임명되었으나 민진원을 구원하다가 도리어 파직되었다.
1724년 영조가 즉위하자 승정원 도승지가 되고 1725년 예조 참판 · 호조 판서 · 대사헌을 거쳐 음력 4월에 우참찬으로 동지사가 되어 청나라에 다녀왔다. 그 뒤에 예조판서 · 이조 판서 겸 내국 제조(內局提調)를 거쳐 음력 7월 판의금이 됐다.
1727년 한성부 판윤에 임명되자 신병으로 사퇴했다. 그해 음력 4월 좌참찬에 임명되었으나 뒤에 영조의 탕평책에 반대했다가 해임되었다. 곧 복직되어 우참찬 · 판의금 · 좌참찬 등을 역임했다. 1728년 다시 도승지에 임명되었으나 신병을 이유로 나가지 않다가 다시 우참찬 · 판의금 등을 역임했다. 1728년(영조 5) 이인좌의 난 진압 직후 분무원종공신 1등(奮武原從功臣一等)에 책록되었다.
1731년 음력 11월 다시 이조판서로 임명되었으나 이듬해까지 신병을 이유로 조정에 나오지 않다가 영조의 노여움을 사서 황해감사(黃海監司)로 전출되었다. 다시 기용되어 우의정, 영의정에 이르렀다. 그 뒤 판중추부사(判中樞府事) · 영중추부사(領中樞府事)로 치사(致仕)한 뒤 봉조하(奉朝賀)가 되었다.
아들 김한신이 영조의 딸 화순옹주의 부마가 되어 영조와 사돈간이 되었다. 그런데 그의 6촌인 김선경의 손녀이자 김한구의 딸이 뒤에 영조의 계비 정순왕후가 되면서, 왕실과 이중 인척간이 되었다.

## 가족
- 조부 : 김세진(金世珍)
  - 부 : 김두성(金斗星)
  - 모 : 광주김씨- 김영후의 딸
    - 부인 : 창원황씨 (평시서령 황하영(黃夏英)의 녀)
      - 장남 : 김한정(金漢楨)
        - 손자 : 김이주(金頤柱)-출계

      - 차남 : 김한좌(金漢佐)-출계
      - 삼남 : 김한우(金漢佑)
      - 사남 : 김한신(金漢藎)-월성위
      - 자부 : 화순옹주
        - 손자 : 김이주(金頤柱)-양자

      - 사위 : 이술지 - 전주 이씨
      - 사위 : 심규(沈?) - 청송 심씨

    - 사돈 : 조선 영조
    - 사돈 : 이건명(李健命) - 전주 이씨
    - 사돈 : 심택현(沈宅賢) - 청송 심씨